# Nummer 1-hits in de Billboard Hot 100 in 2021
Deze hits stonden in 2021 op nummer 1 in de Billboard Hot 100, de bekendste Amerikaanse hitlijst.
| Nummer | Datum        | Artiest                                 | Titel                           |
| ------ | ------------ | --------------------------------------- | ------------------------------- |
| 1095   | 2 januari    | Mariah Carey                            | All I Want for Christmas Is You |
| 1112   | 9 januari    | 24kGoldn & Iann Dior                    | Mood                            |
|        | 16 januari   | 24kGoldn & Iann Dior                    | Mood                            |
| 1116   | 23 januari   | Olivia Rodrigo                          | Drivers License                 |
|        | 30 januari   | Olivia Rodrigo                          | Drivers License                 |
|        | 6 februari   | Olivia Rodrigo                          | Drivers License                 |
|        | 13 februari  | Olivia Rodrigo                          | Drivers License                 |
|        | 20 februari  | Olivia Rodrigo                          | Drivers License                 |
|        | 27 februari  | Olivia Rodrigo                          | Drivers License                 |
|        | 6 maart      | Olivia Rodrigo                          | Drivers License                 |
|        | 13 maart     | Olivia Rodrigo                          | Drivers License                 |
| 1117   | 20 maart     | Drake                                   | What's Next                     |
| 1118   | 27 maart     | Cardi B                                 | Up                              |
| 1119   | 3 april      | Justin Bieber, Daniel Caesar & Giveon   | Peaches                         |
| 1120   | 10 april     | Lil Nas X                               | Montero (Call Me by Your Name)  |
| 1121   | 17 april     | Bruno Mars, Anderson .Paak & Silk Sonic | Leave the Door Open             |
| 1122   | 24 april     | Polo G                                  | Rapstar                         |
|        | 1 mei        | Polo G                                  | Rapstar                         |
| 1123   | 8 mei        | The Weeknd & Ariana Grande              | Save Your Tears                 |
|        | 15 mei       | The Weeknd & Ariana Grande              | Save Your Tears                 |
| 1121   | 22 mei       | Bruno Mars, Anderson .Paak & Silk Sonic | Leave the Door Open             |
| 1124   | 29 mei       | Olivia Rodrigo                          | Good 4 U                        |
| 1125   | 5 juni       | BTS                                     | Butter                          |
|        | 12 juni      | BTS                                     | Butter                          |
|        | 19 juni      | BTS                                     | Butter                          |
|        | 26 juni      | BTS                                     | Butter                          |
|        | 3 juli       | BTS                                     | Butter                          |
|        | 10 juli      | BTS                                     | Butter                          |
|        | 17 juli      | BTS                                     | Butter                          |
| 1126   | 24 juli      | BTS                                     | Permission To Dance             |
| 1125   | 31 juli      | BTS                                     | Butter                          |
|        | 7 augustus   | BTS                                     | Butter                          |
| 1127   | 14 augustus  | The Kid Laroi & Justin Bieber           | Stay                            |
|        | 21 augustus  | The Kid Laroi & Justin Bieber           | Stay                            |
|        | 28 augustus  | The Kid Laroi & Justin Bieber           | Stay                            |
|        | 4 september  | The Kid Laroi & Justin Bieber           | Stay                            |
| 1125   | 11 september | BTS                                     | Butter                          |
| 1128   | 18 september | Drake, Future & Young Thug              | Way 2 Sexy                      |
| 1127   | 25 september | The Kid Laroi & Justin Bieber           | Stay                            |
|        | 2 oktober    | The Kid Laroi & Justin Bieber           | Stay                            |
| 1129   | 9 oktober    | Coldplay & BTS                          | My Universe                     |
| 1127   | 16 oktober   | The Kid Laroi & Justin Bieber           | Stay                            |
| 1130   | 23 oktober   | Lil Nas X & Jack Harlow                 | Industry Baby                   |
| 1131   | 30 oktober   | Adele                                   | Easy on Me                      |
|        | 6 november   | Adele                                   | Easy on Me                      |
|        | 13 november  | Adele                                   | Easy on Me                      |
|        | 20 november  | Adele                                   | Easy on Me                      |
| 1132   | 27 november  | Taylor Swift                            | All Too Well (Taylor's version) |
| 1131   | 4 december   | Adele                                   | Easy on Me                      |
|        | 11 december  | Adele                                   | Easy on Me                      |
|        | 18 december  | Adele                                   | Easy on Me                      |
| 1095   | 25 december  | Mariah Carey                            | All I Want for Christmas Is You |